# (11495) Fukunaga
(11495) Fukunaga est un astéroïde de la ceinture principale.

## Description
(11495) Fukunaga est un astéroïde de la ceinture principale. Il fut découvert le 3 décembre 1988 à Kitami par Kin Endate et Kazuro Watanabe. Il présente une orbite caractérisée par un demi-grand axe de 2,42 UA, une excentricité de 0,23 et une inclinaison de 1,0° par rapport à l'écliptique.

## Compléments